# HD21154
HD21154 є хімічно пекулярною зорею спектрального класу
B9 й має видиму зоряну величину в смузі V приблизно  8,0.

## Пекулярний хімічний вміст
Зоряна атмосфера GSC2869-1296 має підвищений вміст 
Si
.